# Weber-Zwerghörnchen
Das Weber-Zwerghörnchen (Prosciurillus weberi) ist eine wenig erforschte Hörnchenart aus der Gattung der Sulawesi-Zwerghörnchen (Prosciurillus). Benannt ist es nach dem deutsch-niederländischen Zoologen Max Wilhelm Carl Weber, der 1889 den Holotypus gesammelt hatte.

## Merkmale
Das Weber-Zwerghörnchen erreicht eine Kopf-Rumpf-Länge von 187 mm und eine Schwanzlänge von 142 mm. Die Oberseite ist dunkelbraun mit gelbbraunen, orangefarbenen und schwarzen Markierungen. Die Unterseite ist rötlich-orange. Das Weber-Zwerghörnchen ist durch hervorstehende schwarze Ohrbüschel und durch einen breiten, schwarzen Mittelrückenstreifen gekennzeichnet, der sich vom Nacken bis zur Schwanzbasis erstreckt. Vom nahe verwandten Weißlichen Sulawesi-Zwerghörnchen (Prosciurillus leucomus) unterscheidet es sich durch die fehlenden Nackenmarkierungen.

## Verbreitung, Lebensraum und Lebensweise
Das Weber-Zwerghörnchen ist von disjunkten Arealen in Sulawesi bekannt. Es kommt in tropischen, immergrünen Regenwäldern im Küstentiefland in Höhenlagen bis 100 m rund um die Berge in Zentralsulawesi sowie am nördlichen Rand des Golfs von Bone im südlichen Teil der Insel vor. Über seine Lebensweise ist nichts bekannt. Wegen seiner morphologischen Ähnlichkeit mit den Arten Prosciurillus topapuensis und Prosciurillus alstoni wird vermutet, dass das Weber-Zwerghörnchen im oberen Blätterdach lebt und sich von weichen Früchten sowie von Insekten ernährt.

## Status
Die IUCN listet das Weber-Zwerghörnchen in der Kategorie „unzureichende Datenlage“ (data deficient). Die Art ist nur von vereinzelten Fundorten und alten Museumsexemplaren bekannt. Nachforschungen in den in Frage kommenden Flachlandregionen wurden nicht durchgeführt. Der Informationsgehalt über die Bestandsgröße oder über den Rückgang ist gegenwärtig zu gering, um diese Art einer adäquaten Gefährdungskategorie der IUCN zuordnen zu können. Trotz seiner weiten Verbreitung wurde das Weber-Zwerghörnchen bisher nur selten beobachtet. Es sind nur wenige Museumsexemplare bekannt, von denen der größte Teil vor 1950 in Flachlandgebieten gesammelt wurde.

## Systematik
Das Weber-Zwerghörnchen wird als eigenständige Art innerhalb der Gattung der Sulawesi-Zwerghörnchen (Prosciurillus) eingeordnet, die aktuell aus sieben Arten besteht, während bis 2005 nur fünf Arten anerkannt waren. Die wissenschaftliche Erstbeschreibung stammt von Fredericus Anna Jentink aus dem Jahr 1880, die die Art anhand von Individuen von Sulawesi beschrieb.
Innerhalb der Art werden neben der Nominatform keine Unterarten unterschieden.

## Belege
1. 1 2  Fredericus Anna Jentink: Mammalia from the Malay archipelago II.: Rodentia, Insectivora, Chiroptera. In: Max Wilhelm Carl Weber (Hrsg.): Zoologische Ergebnisse einer Reise in Niederländisch Ost-Indien. Teil 1, 1890. S. 115 (Biodiversity Heritage Library)
2. 1 2  Richard W. Thorington Jr., John L. Koprowski, Michael A. Steele: Squirrels of the World. Johns Hopkins University Press, Baltimore MD 2012; S. 179–180. ISBN 978-1-4214-0469-1
3. 1 2 3  Prosciurillus weberi In: Don E. Wilson, DeeAnn M. Reeder (Hrsg.): Mammal Species of the World. A taxonomic and geographic Reference. 2 Bände. 3. Auflage. Johns Hopkins University Press, Baltimore MD 2005, ISBN 0-8018-8221-4.